# Copa de Clubes Campeones del Golfo 2017
La Liga de Campeones GCC (en árabe: دوري أبطال الخليج للأندية‎) es un torneo de fútbol organizado anualmente por la UAFA para clubes de los Estados Árabes del Golfo Pérsico.
Le edición 2017 es la 31ra edición, luego de que la edición 2016 fuera suspendida.

## Equipos
| Equipos        | Método de calificación                               | Ap. | Últ Ap. |
| -------------- | ---------------------------------------------------- | --- | ------- |
| Al-Muharraq SC | Ganador de la Copa del Rey de Bahréin 2016           | 12  | 2014    |
| Malkiya        | tercer lugar de la Liga Premier de Baréin 2015-16    | 1   | Debut   |
| Al-Salmiya SC  | segundo lugar de la Liga Premier de Kuwait 2015-16   | 6   | 2013    |
| Kuwait SC      | tercer lugar de la Liga Premier de Kuwait 2015-16    | 4   | 2007    |
| Al-Suwaiq      | segundo lugar de la Liga Profesional de Omán 2015-16 | 2   | 2015    |
| Al-Oruba SC    | tercer lugar de la Liga Profesional de Omán 2015-16  | 2   | 2010    |
| Umm Salal SC   | 5.º lugar de la Liga Stars de Catar 2015-16          | 3   | 2008    |
| Al Ahli        | octavo lugar de la Liga Stars de Catar 2015-16       | 1   | Debut   |
| Al-Shabab      | sexto lugar de la Liga Profesional Saudí 2015-16     | 3   | 1994    |
| Al-Khaleej FC  | séptimo lugar de la Liga Profesional Saudí 2015-16   | 1   | Debut   |
| Al-Wasl FC     | sexto lugar de la Liga Árabe del Golfo 2015-16       | 6   | 2012    |
| Al Dhafra Club | octavo lugar de la Liga Árabe del Golfo 2015-16      | 1   | Debut   |

Nota:
- Clubes sujetos a cambios por las respectivas Asociaciones miembro.